# 2511 Patterson
2511 Patterson eller 1980 LM är en asteroid i huvudbältet som upptäcktes den 11 juni 1980 av den amerikanska astronomen Carolyn S. Shoemaker vid Palomar-observatoriet. Den är uppkallad efter den amerikanske geokemisten Clair Patterson.
Asteroiden har en diameter på ungefär 7 kilometer.